# Indian Wells Open 2025
L'Indian Wells Open 2025, noto come BNP Paribas Open 2025 per motivi di sponsorizzazione, è stato un torneo di tennis giocato su campi in cemento. È stata la 51ª edizione maschile dell'Indian Wells Open e fa parte della categoria ATP Tour Masters 1000 nell'ambito dell'ATP Tour 2025, e la 36ª edizione femminile facente parte della categoria WTA 1000 nell'ambito del WTA Tour 2025. Sia il torneo maschile sia quello femminile si sono svolti dal 5 al 16 marzo 2025 all'Indian Wells Tennis Garden di Indian Wells, negli Stati Uniti.

## Partecipanti ATP singolare

### Teste di serie
| Nazionalità | Giocatore                  | Testa di serie | Ranking* |
| ----------- | -------------------------- | -------------- | -------- |
| Germania    | Alexander Zverev           | 1              | 2        |
| Spagna      | Carlos Alcaraz             | 2              | 3        |
| Stati Uniti | Taylor Fritz               | 3              | 4        |
| Norvegia    | Casper Ruud                | 4              | 5        |
|             | Daniil Medvedev            | 5              | 6        |
| Serbia      | Novak Đoković              | 6              | 7        |
|             | Andrej Rublëv              | 7              | 8        |
| Grecia      | Stefanos Tsitsipas         | 8              | 9        |
| Australia   | Alex de Minaur             | 9              | 10       |
| Stati Uniti | Tommy Paul                 | 10             | 11       |
| Stati Uniti | Ben Shelton                | 11             | 12       |
| Danimarca   | Holger Rune                | 12             | 13       |
| Regno Unito | Jack Draper                | 13             | 14       |
| Bulgaria    | Grigor Dimitrov            | 14             | 15       |
| Italia      | Lorenzo Musetti            | 15             | 16       |
| Stati Uniti | Frances Tiafoe             | 16             | 17       |
| Canada      | Félix Auger-Aliassime      | 17             | 18       |
| Francia     | Ugo Humbert                | 18             | 19       |
| Rep. Ceca   | Tomáš Macháč               | 19             | 20       |
| Francia     | Arthur Fils                | 20             | 21       |
| Polonia     | Hubert Hurkacz             | 21             | 22       |
|             | Karen Chačanov             | 22             | 23       |
| Rep. Ceca   | Jiří Lehečka               | 23             | 24       |
| Stati Uniti | Sebastian Korda            | 24             | 25       |
| Argentina   | Francisco Cerúndolo        | 25             | 26       |
| Australia   | Alexei Popyrin             | 26             | 27       |
| Canada      | Denis Shapovalov           | 27             | 28       |
| Italia      | Matteo Berrettini          | 28             | 29       |
| Francia     | Giovanni Mpetshi Perricard | 29             | 30       |
| Cile        | Alejandro Tabilo           | 30             | 31       |
| Stati Uniti | Alex Michelsen             | 31             | 32       |
| Stati Uniti | Brandon Nakashima          | 32             | 33       |

* Ranking al 3 marzo 2025.

### Altri partecipanti
I seguenti giocatori hanno ricevuto una wildcard per il tabellone principale:
- Nishesh Basavareddy
- Tristan Boyer
- João Fonseca
- Mackenzie McDonald
- Reilly Opelka

I seguenti giocatori sono entrati in tabellone con il ranking protetto:
- Jenson Brooksby
- Nick Kyrgios

I seguenti giocatori sono entrati nel tabellone principale passando dalle qualificazioni:

- Yosuke Watanuki
- Kamil Majchrzak
- Matteo Gigante
- Ethan Quinn
- Damir Džumhur
- Hugo Gaston
- Colton Smith
- Li Tu
- Adam Walton
- Giulio Zeppieri
- Pablo Carreño Busta
- Nik'oloz Basilashvili

Il seguente giocatore è entrato in tabellone come lucky loser:
- Botic van de Zandschulp

### Ritiri
Prima del torneo
- Facundo Díaz Acosta → sostituito  Botic van de Zandschulp
- Nicolás Jarry → sostituito da  Learner Tien
- Thanasi Kokkinakis → sostituito da  Dušan Lajović
- Kamil Majchrzak → sostituito da  Gabriel Diallo
- Yoshihito Nishioka → sostituito da  Christopher O'Connell
- Reilly Opelka → sostituito da  Jacob Fearnley
- Shang Juncheng → sostituito da  Aleksandr Ševčenko
- Jannik Sinner[2] → sostituito da  Luca Nardi

## Partecipanti ATP doppio

### Teste di serie
| Nazionalità | Giocatore         | Nazionalità   | Giocatore        | Ranking* | Teste di serie |
| ----------- | ----------------- | ------------- | ---------------- | -------- | -------------- |
| El Salvador | Marcelo Arévalo   | Croazia       | Mate Pavić       | 2        | 1              |
| Finlandia   | Harri Heliövaara  | Regno Unito   | Henry Patten     | 7        | 2              |
| Italia      | Simone Bolelli    | Italia        | Andrea Vavassori | 15       | 3              |
| Spagna      | Marcel Granollers | Argentina     | Horacio Zeballos | 19       | 4              |
| Croazia     | Nikola Mektić     | Nuova Zelanda | Michael Venus    | 27       | 5              |
| Regno Unito | Julian Cash       | Regno Unito   | Lloyd Glasspool  | 34       | 6              |
| Argentina   | Máximo González   | Argentina     | Andrés Molteni   | 50       | 7              |
| Regno Unito | Joe Salisbury     | Regno Unito   | Neal Skupski     | 50       | 8              |

* Ranking al 3 marzo 2025.

### Altri partecipanti
Le seguenti coppie di giocatori hanno ricevuto una wildcard per il tabellone principale:
- Marcos Giron /  Learner Tien
- Christian Harrison /  Evan King
- Karen Chačanov /  Andrej Rublëv

Le seguenti coppie di giocatori sono entrate in tabellone come alternate:
- Yuki Bhambri /  André Göransson
- Alexander Erler /  Constantin Frantzen
- Fernando Romboli /  John-Patrick Smith
- Ryan Seggerman /  Patrik Trhac

### Ritiri
Prima del torneo
- Francisco Cerúndolo /  Frances Tiafoe → sostituiti da  Fernando Romboli /  John-Patrick Smith
- Flavio Cobolli /  Lorenzo Musetti → sostituiti da  Yuki Bhambri /  André Göransson
- Grigor Dimitrov /  Jean-Julien Rojer → sostituiti da  Luciano Darderi /  Grigor Dimitrov
- Taylor Fritz /  Tommy Paul → sostituiti da  Pedro Martínez /  Giovanni Mpetshi Perricard
- Marcos Giron /  Learner Tien → sostituiti da  Ryan Seggerman /  Patrik Trhac
- Kevin Krawietz /  Tim Pütz → sostituiti da  Sebastián Báez /  Tomás Martín Etcheverry
- Alex Michelsen /  Ben Shelton → sostituiti da  Alexander Erler /  Constantin Frantzen

## Partecipanti singolare WTA

### Teste di serie
| Nazionalità | Giocatrice             | Ranking* | Testa di serie |
| ----------- | ---------------------- | -------- | -------------- |
|             | Aryna Sabalenka        | 1        | 1              |
| Polonia     | Iga Świątek            | 2        | 2              |
| Stati Uniti | Coco Gauff             | 3        | 3              |
| Stati Uniti | Jessica Pegula         | 4        | 4              |
| Stati Uniti | Madison Keys           | 5        | 5              |
| Italia      | Jasmine Paolini        | 6        | 6              |
| Kazakistan  | Elena Rybakina         | 7        | 7              |
| Cina        | Zheng Qinwen           | 8        | 9              |
|             | Mirra Andreeva         | 9        | 11             |
| Stati Uniti | Emma Navarro           | 10       | 8              |
| Spagna      | Paula Badosa           | 11       | 10             |
|             | Dar'ja Kasatkina       | 12       | 12             |
|             | Diana Šnajder          | 13       | 13             |
| Stati Uniti | Danielle Collins       | 14       | 14             |
| Rep. Ceca   | Karolína Muchová       | 15       | 15             |
| Brasile     | Beatriz Haddad Maia    | 16       | 17             |
| Stati Uniti | Amanda Anisimova       | 17       | 18             |
| Ucraina     | Marta Kostjuk          | 18       | 24             |
| Croazia     | Donna Vekić            | 19       | 22             |
|             | Ekaterina Aleksandrova | 20       | 19             |
| Kazakistan  | Julija Putinceva       | 21       | 20             |
| Danimarca   | Clara Tauson           | 22       | 21             |
| Ucraina     | Elina Svitolina        | 23       | 23             |
|             | Ljudmila Samsonova     | 24       | 25             |
| Regno Unito | Katie Boulter          | 25       | 38             |
| Lettonia    | Jeļena Ostapenko       | 26       | 26             |
| Canada      | Leylah Fernandez       | 27       | 27             |
| Belgio      | Elise Mertens          | 28       | 28             |
| Grecia      | Maria Sakkarī          | 29       | 29             |
| Polonia     | Magdalena Fręch        | 30       | 30             |
| Rep. Ceca   | Linda Nosková          | 31       | 31             |
| Tunisia     | Ons Jabeur             | 32       | 32             |

* Ranking al 3 marzo 2025.

### Altre partecipanti
Le seguenti giocatrici hanno ricevuto una wild card per il tabellone principale:
- Belinda Bencic
- Caroline Dolehide
- Iva Jovic
- Petra Kvitová
- Robin Montgomery
- Alycia Parks
- Bernarda Pera
- Sloane Stephens

Le seguenti giocatrici sono entrate in tabellone con il ranking protetto:
- Irina-Camelia Begu
- Lauren Davis
- Julia Grabher
- Caty McNally

Le seguenti giocatrici sono entrate nel tabellone principale passando dalle qualificazioni:

- Hailey Baptiste
- Kimberly Birrell
- María Carlé
- Viktorija Golubic
- Maddison Inglis
- Maya Joint
- Clervie Ngounoue
- Jule Niemeier
- Varvara Lepchenko
- Claire Liu
- Whitney Osuigwe
- Ajla Tomljanović

Le seguenti giocatrici sono entrate in tabellone come lucky loser:
- Sonay Kartal
- Eva Lys

### Ritiri
Prima del torneo
- Paula Badosa → sostituita da  Eva Lys
- Barbora Krejčíková → sostituita da  Julia Grabher
- Anastasia Pavlyuchenkova → sostituita da  Tatjana Maria
- Karolína Plíšková → sostituita da  Sofia Kenin
- Sloane Stephens → sostituita da  Sonay Kartal
- Markéta Vondroušová → sostituita da  Caroline Garcia

## Partecipanti doppio WTA

### Teste di serie
| Nazione       | Giocatrice         | Nazione       | Giocatrice           | Ranking* | Testa di serie |
| ------------- | ------------------ | ------------- | -------------------- | -------- | -------------- |
| Rep. Ceca     | Kateřina Siniaková | Stati Uniti   | Taylor Townsend      | 3        | 1              |
| Canada        | Gabriela Dabrowski | Nuova Zelanda | Erin Routliffe       | 7        | 2              |
| Italia        | Sara Errani        | Italia        | Jasmine Paolini      | 13       | 3              |
| Lettonia      | Jeļena Ostapenko   | Australia     | Ellen Perez          | 14       | 4              |
| Taipei cinese | Hsieh Su-wei       | Cina          | Zhang Shuai          | 24       | 5              |
| Taipei cinese | Chan Hao-ching     |               | Veronika Kudermetova | 28       | 6              |
| Kazakistan    | Anna Danilina      |               | Irina Chromačëva     | 35       | 7              |
| Stati Uniti   | Sofia Kenin        | Ucraina       | Ljudmyla Kičenok     | 35       | 8              |

- Ranking al 3 marzo 2025.

### Altre partecipanti
Le seguenti coppie di giocatrici hanno ricevuto una wild card per il tabellone principale:
- Ons Jabeur /  Jule Niemeier
- Makenna Jones /  McCartney Kessler
- Anna Kalinskaja /  Caty McNally

## Punti
| Torneo              | V    | F   | SF  | QF  | 4T   | 3T   | 2T  | 1T | Q    | Q2   | Q1   |
| Singolare maschile  | 1000 | 650 | 400 | 200 | 100  | 50   | 30* | 10 | 20   | 10   | 0    |
| Doppio maschile     | 1000 | 600 | 360 | 180 | N.D. | N.D. | 90  | 0  | N.D. | N.D. | N.D. |
| Singolare femminile | 1000 | 650 | 390 | 215 | 120  | 65   | 35* | 10 | 30   | 20   | 2    |
| Doppio femminile    | 1000 | 650 | 390 | 215 | N.D. | N.D. | 120 | 10 | N.D. | N.D. | N.D. |

* I giocatori con un bye ricevono i punti del primo turno.

## Montepremi
| Torneo              | V         | F        | SF       | QF       | 4T       | 3T      | 2T      | 1T      | Q2      | Q1     |
| Singolare maschile  | 1201125 $ | 638750 $ | 354850 $ | 202000 $ | 110250 $ | 64500 $ | 37650 $ | 25375 $ | 14730 $ | 7640 $ |
| Singolare femminile | 1201125 $ | 638750 $ | 354850 $ | 202000 $ | 110250 $ | 64500 $ | 37650 $ | 25375 $ | 14730 $ | 7640 $ |
| Doppio maschile*    | 457150 $  | 242020 $ | 129970 $ | 65000 $  | N.D.     | N.D.    | 34850 $ | 19050 $ | N.D.    | N.D.   |
| Doppio femminile*   | 457150 $  | 242020 $ | 129970 $ | 65000 $  | N.D.     | N.D.    | 34850 $ | 19050 $ | N.D.    | N.D.   |

*per team

## Campioni

### Singolare maschile
Jack Draper ha sconfitto in finale  Holger Rune con il punteggio di 6–2, 6–2.
- È il terzo titolo in carriera per Draper, il primo in stagione.

### Singolare femminile
Mirra Andreeva ha sconfitto in finale  Aryna Sabalenka con il punteggio di 2–6, 6–4, 6–3.
- È il terzo titolo in carriera per Andreeva, il secondo in stagione.

### Doppio maschile
Marcelo Arévalo /  Mate Pavić hanno sconfitto in finale  Sebastian Korda /  Jordan Thompson con il punteggio di 6–3, 6–4.

### Doppio femminile
Asia Muhammad /  Demi Schuurs hanno sconfitto in finale  Tereza Mihalíková /  Olivia Nicholls con il punteggio di 6–2, 7–6(4).

### Doppio misto
Sara Errani /  Andrea Vavassori hanno sconfitto in finale  Bethanie Mattek-Sands /  Mate Pavić con il punteggio di 6(3)–7, 6–3, [10–8].